# 徐崇彦
徐崇彦（？—），女，汉族，中华人民共和国政治人物。现任中国人民解放军61646部队总工程师、正高级工程师。全国三八红旗手标兵。